# 58 f.Kr.

## Händelser

### Efter plats

#### Romerska republiken
- Lucius Calpurnius Piso Caesoninus och Aulus Gabinius blir konsuler i Rom.
- Juni – Caesar besegrar helvetierna i slaget vid Arar.
- Juli – Caesar besegrar återigen helvetierna i det avgörande slaget vid Bibracte.
- September – Caesar besegrar sveberna, ledda av Ariovistus, i slaget i Vogeserna.
- Tribunen Publius Clodius Pulcher inrättar en månatlig sädesutdelning för fattiga familjer i staden och utvisar Cicero från den.
- Cypern blir en romersk provins.

#### Egypten
- Berenike IV blir tillsammans med sin mor Kleopatra V drottning av Egypten efter att tillfälligt ha avsatt sin far Ptolemaios XII.

#### Indien
- Kung Vikrama av indiska Ujjain inleder Vikramaeran.